# Oleksij Olejnik
Oleksij Olejnik,, (ukrainska: Олексі́й Олі́йник, ryska: Алексей Олейник, engelsk translitteration: Aleksei Oleinik) född 25 juni 1977 i Charkov, är en ukrainsk-rysk MMA-utövare som sedan 2014 tävlar i organisationen Ultimate Fighting Championship.